# Soy boy
Soy boy (também referido pelo termo aportuguesado sojado) é um termo pejorativo frequentemente utilizado em comunidades online para descrever homens sem características masculinas. O termo tem muitas semelhanças e tem sido comparado aos termos "cuck" e "low-T" (low testosterone, baixa testosterona), dois outros termos usados popularmente como um insulto à feminilidade masculina por comunidades online.
O termo é baseado na presença de fitoestrógeno contido na soja (soy em inglês), o que levou alguns a concluir que os produtos de soja feminizam os homens que a consomem. Entretanto não existe correlação entre o consumo de soja com níveis de fitoestrógenos, testosterona ou estrogeno ou qualidade do esperma.

## História
Produtos de soja contêm uma grande quantidade de fitoestrógeno. Como é estruturalmente muito semelhante ao estradiol (o principal hormônio sexual feminino), surgiram preocupações de que ele possa atuar como um desregulador endócrino que afeta negativamente a saúde. Embora haja alguma evidência de que os fitoestrógenos podem afetar a fertilidade masculina, "é necessária uma investigação mais aprofundada antes de se poder chegar a uma conclusão firme". Vários estudos de checagem de fato não encontraram nenhum efeito dos fitoestrógenos na qualidade do esperma ou nos níveis de testosterona.
O primeiro uso arquivado do termo "soyboy" como pejorativo no 4chan foi usado a uma discussão no board /tv/ (televisão e filme) em 18 de abril de 2017.

## Uso
O termo é frequentemente usado como um epíteto pelos trolls da Internet. Muitas vezes é direcionado a social justice warriors, veganos e grupos semelhantes com homens que exibem traços e valores "femininos". O termo também tem sido usado em debates online sobre o uso de shorts cargo.

## Percepção pública
Mic publicou um artigo de opinião do escritor Chris Caesar intitulado "Como 'soy boy' se tornou o novo insulto favorito da direita alternativa". Também em 27 de outubro de 2017, o The Daily Dot publicou um artigo intitulado "‘Soy boys’ é o mais novo insulto favorito da extrema-direita".